# Копетон галапагоський

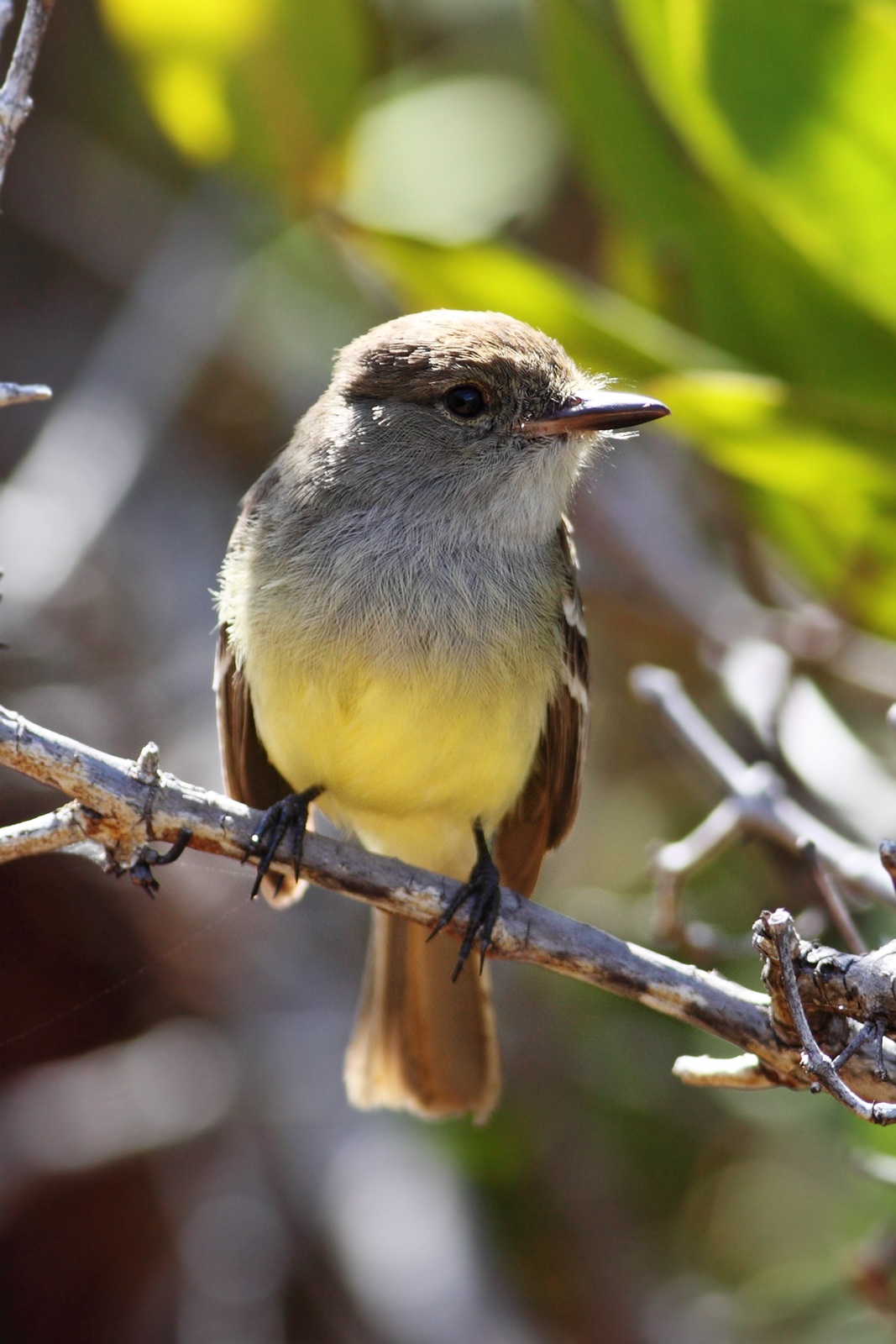
Галапагоський капетон

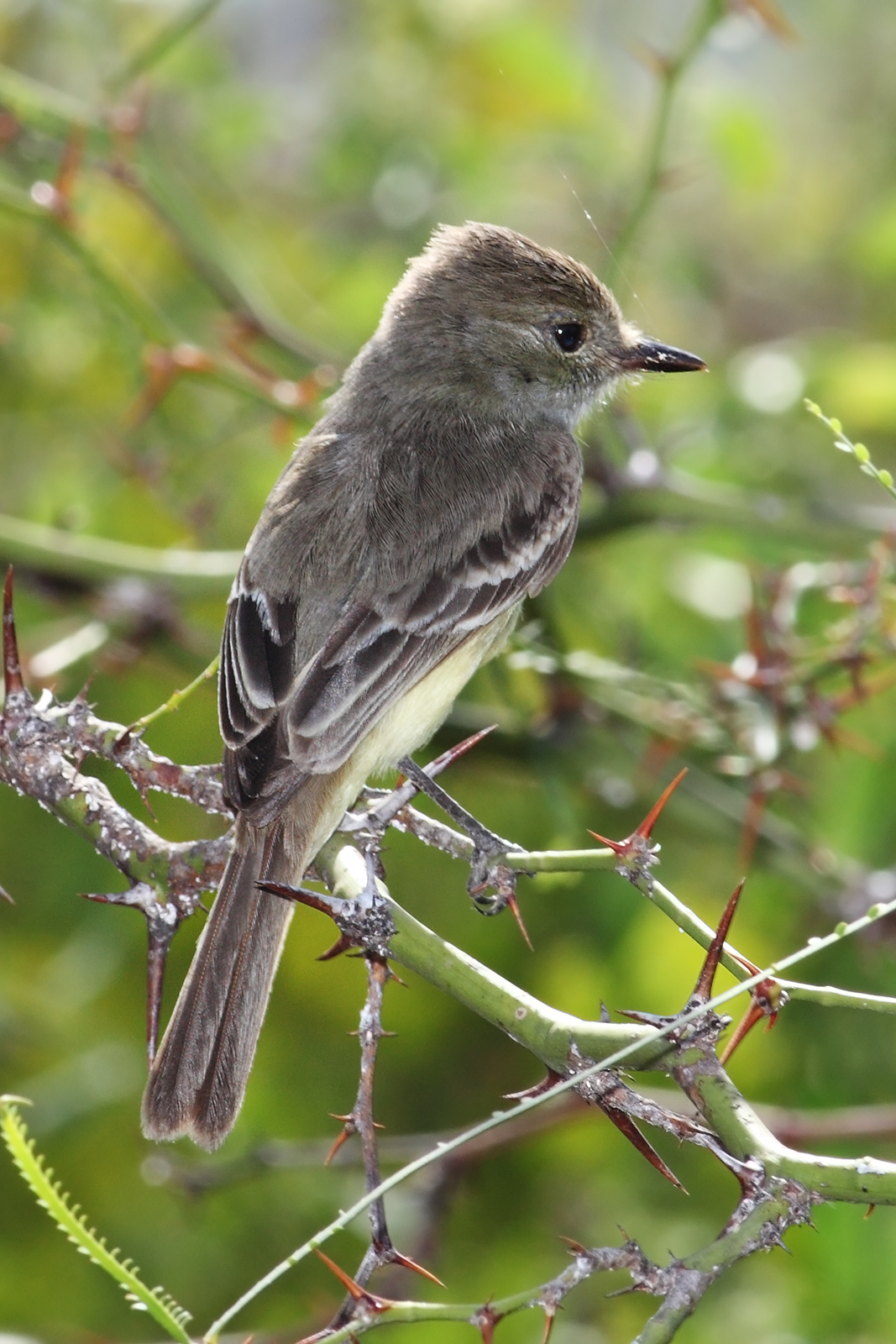
Галапагоський капетон

Копето́н галапагоський (Myiarchus magnirostris) — вид горобцеподібних птахів родини тиранових (Tyrannidae). Ендемік Галапагоських островів.

## Опис
Довжина птаха становить 15-16 см, вага 12-18,5 г. Це найменший представник роду Копетон (Myiarchus).

## Поширення і екологія
Галапагоські копетони живуть в сухих чагарникових і кактусових заростях, на пасовиськах та в прибережних заростях.